# We’re Playing in Here?
We’re Playing in Here? ist ein Jazzalbum von Gebhard Ullmann, Steve Swell, Hilliard Greene und Barry Altschul. Die 2007 im Park West Studio, New York City, entstandenen Aufnahmen erschienen am 7. Oktober 2022 auf NoBusiness Records.

## Hintergrund
Die Besetzung des Quartetts besteht neben dem Holzbläser Ullmann und dem Posaunisten Swell aus dem Bassisten Hilliard Greene und dem Schlagzeuger Barry Altschul. Ihr Debütalbum Desert Songs and Other Landscapes erschien 2005 auf CIMP.
Es ist das vierte Album der Band, auch wenn es vor ihrem Album News? No News! (Jazzwerkstatt, 2010) entstanden ist.

## Titelliste
- Gebhard Ullmann / Steve Swell / Hilliard Greene / Barry Altschul: We’re Playing in Here? (NoBusiness Records – NBLP 149)[1]

1. Planet Hopping on a Thursday Afternoon 10:06
2. La Mariposa 8:10
3. Sketch #4 3:14
4. We're Playing in Here ? 9:13
5. Kleine Figuren #1 5:46

## Rezeption
Nach Ansicht von John Sharpe, der das Album in All About Jazz rezensierte, zeigten sich hier allesamt erfahrene Künstler, die auch schon zu diesem Zeitpunkt eine faszinierende Beziehung zueinander hatten. Die Stärke der Verbindung zwischen Ullmann und Swell lasse sich an ihrer späteren laufenden Zusammenarbeit ablesen, nicht nur in der Kooperation The Chicago Plan, die auf For New Zealand (NotTwo, 2022) mit großer Wirkung zu hören war, sondern auch durch die lange Zeit des Posaunisten in Ullmanns Formation Basement Research. Auf diesem Album gebe es viele fesselnde, sowohl feurige als auch eindringliche Passagen zu entdecken, die als willkommene Erinnerung daran dienen, wie gut diese Gruppe sein konnte.